# اتاویو لیونی
اتاویو لیونی (ایتالیایی: Ottavio Leoni; ‏۱۵۷۸ – ۱۶۳۰) نقاش اهل ایتالیا در سبک باروک بود.

## نگارخانه

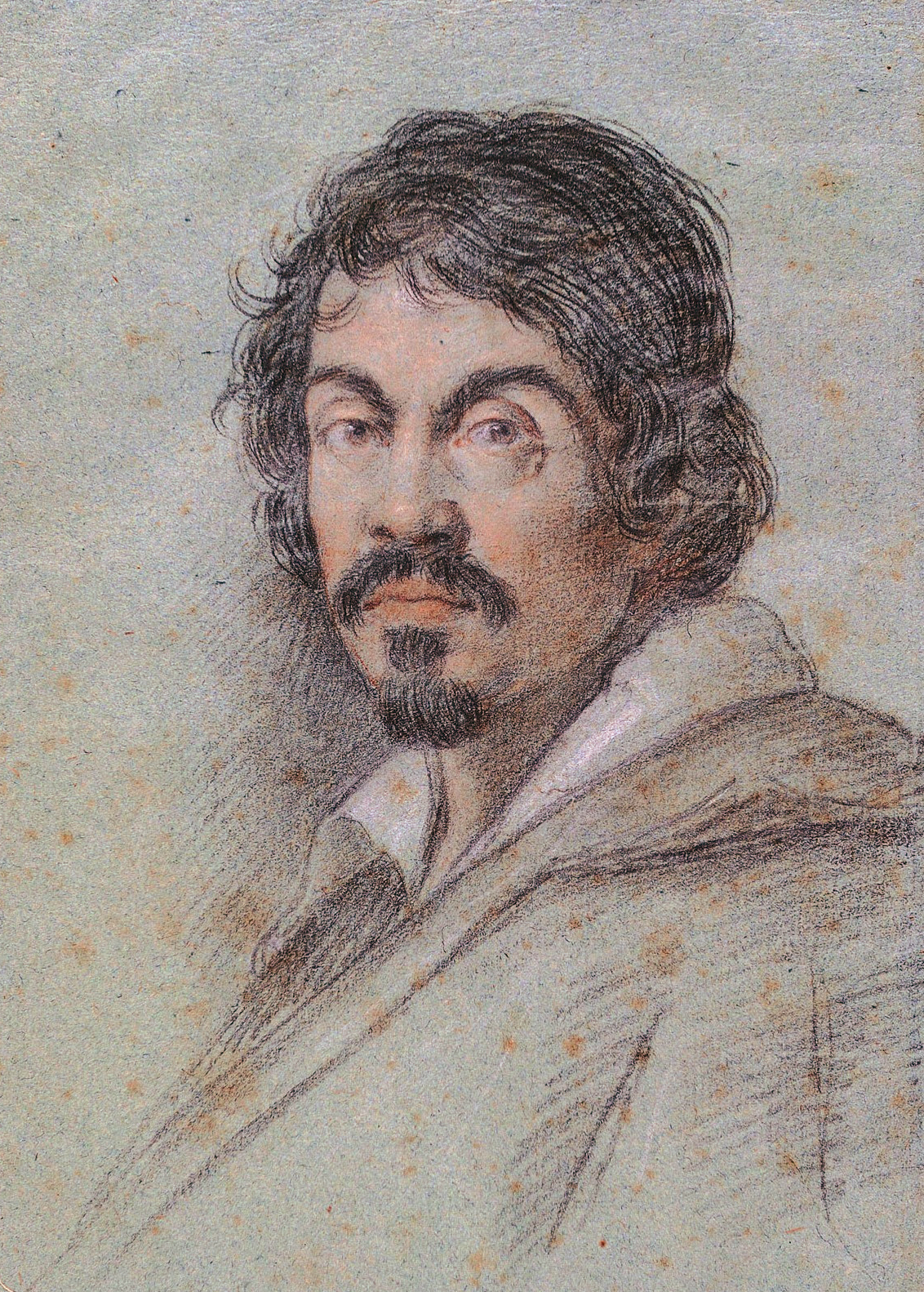
طراحی چهرهٔ کاراواجو توسط اتاویو لیونی (حدود ۱۶۲۱)